# Quina Quen
Quina Quen (クゥエン・クイナ ) es un personaje de ficción del juego Final Fantasy IX.

## Características
En el universo de ficción de la obra, el personaje es presentado como una extraña criatura, con una lengua larga y una fascinación por comer y cocinar, inclusive su arma es un tenedor. Su vestimenta es un delantal y un gorro de chef. Se desconoce su sexo ya que en la versión en inglés le llaman s/he que traduciendo literalmente al castellano sería él/ella. Es un Qu amo, Quale quisiera que viajara por el mundo de modo que aprenda que hay más en la vida que comer. Como el resto de la tribu del Qu, habla constantemente en inglés quebrado. 
Su capacidad única es Blue Magic ('Magia azul' en el menú de la batalla) que permite que utilice las capacidades enemigas adquiridas . Tiene una filosofía de que en el universo, hay solamente dos cosas, las “cosas que puedes comer y las cosas tú no puedes comer.”[cita requerida] Su alimento preferido son las ranas. Quina Quen es un juego en palabras japonesas pues los Quina “comen” pero los Quen “no pueden comer”.
La tribu de Qu se conoce por primera vez en la cocina del castillo de Alexandría, pues un Qu está diciendo a los cocineros que hacer, mientras que Adelbert Steiner (quién está siendo controlado por el jugador en este punto) está intentando encontrar a la Princesa Garnet. Este es de hecho Quina, pero puesto que todavía no ha sido nombrado por el jugador, se refiere como simplemente “cocinero principal”. El que sea él mismo es confirmado fácilmente prestando la atención al diálogo, pues Quina refiere a su visita reciente a Alexandría durante la conversación dando por resultado su introducción en el juego.
Durante el disco 1 del juego, Quina es un personaje opcional. El/ella permanece en el juego en el primer disco solamente si el jugador viaja al pantano de Qu (La casa de 4 Quina y Quale) cerca de la puerta del dragón de Lindblum. Si entonces no se recluta a Quina, se puede reclutar en el mismo lugar durante el disco 2, en el cual la importancia que tiene Quina se debe a que es un requisito obligatorio para encontrar una manera de llegar al continente exterior y de avanzar en el juego.
El motivo por el cual se une Quina en el juego no está en el deseo de salvar el mundo, sino como la oportunidad de probar diversos alimentos de todas partes de Gaia. Consecuentemente, él/ella no sostiene un particular interés en los acontecimientos dramáticos durante el curso de la historia (a menos que la comida esté implicada de alguna manera), pero no obstante en la lucha está junto a Yitán.
Quina sirve principalmente como la relevación cómica del juego, con su opinión chistosa de los acontecimientos que ocurren proporcionando una cierta relevación ligera. Podría ser observado que Quina ocupa el papel del personaje gracioso, similar a Cait Sith en Final Fantasy VII.
Quina tiene una tendencia a actuar de forma torpe, grosera e irracional, que tiende para provocar apuros.
En Conde Petie, Quina hace frente a varias grietas culturales con los aldeanos. Antes de que puedan irse para el árbol de Iifa, Quina y Vivi tienen la opción de experimentar la ceremonia de la unión, como lo hicieron Daga y Yitán.
Más adelante en el juego, Zidane, Vivi y Quina pueden visitar la vivienda de Quan (cerca de Treno, donde Vivi creció) y Quina verá un cuarto entero del alimento no existente. En el exterior, los tres (y el Quale recién llegado) tendrán una reunión con el fantasma de Quan. Quan elogia a Vivi y Quina por su imaginación valiosa y reprende a Quale por ver el mundo demasiado literal. Es en este punto que Quina entiende completamente su misión, porque parte con Yitán y porque él/ella desea viajar el mundo para probar deliciosos alimentos.

## Habilidades y armas
Habilidades: La habilidad principal de Quina es Engullir y la habilidad de comando es la Magia Azul. Para aprender todas estas habilidades tendrás que buscar al enemigo correspondiente y cuando tenga menos de un 25 % de VIT engullirle para así aprender una nueva técnica.*Hay cantidad de enemigos de los que puedes aprender los mismos hechizos.
- Golpe de Duende: Daño no elemental, la aprende de Duende y Duende Mago.
- Muerte Nivel 5: Causa Muerte a los enemigos cuyos niveles sean múltiplos de cinco. Lo aprende de Dragón zombi y Ballena zombi.
- Sanctus Nivel 4: Causa sanctus a todos los enemigos con niveles múltiplos de cuatro. Lo aprende de Raya y Canicas.
- Def. Abajo Nivel 3: Reduce la defensa del enemigo con niveles múltiplos de tres. Lo aprende de Alacrán o de hombre reptil.
- Condena: Condena al enemigo a muerte, lo aprende de Arimán.
- Ruleta Rusa: Causa Muerte a un enemigo o aliado elegido al azar, lo aprende de Zombi.
- Aliento Acuático: Daño con el elemento Aqua a todos los enemigos, lo aprende de Axolote.
- Barrera Total: Coraza y Escudo sobre todos los miembros del grupo, lo aprende de Mushufushu o Maiconido.
- Magia Tántrica: Puede dejar a los enemigos con 1 punto de VIT, lo aprende de Ogro y Sagnar.
- Aliento Fétido: Aplica los estados Ceguera, Freno, Confusión, Mini y Veneno al enemigo, casi nada. Lo aprende de los molboles y Anémona.
- Esfera Fulgente: Si Quina tiene 1 PV, este ataque hará 9999 de daño, lo aprende de Aracornio.
- Mil Espinas: Lanza 1000 espinas de forma que este ataque siempre quitará 1000, ni más ni menos, lo aprende de Cactilio.
- Calabazazo: Daño equivalente a la diferencia entre tu VIT actual y la VIT máxima, lo aprende de Espín, Legionaria, Esqueleto, etc.
- Dulces Sueños: Causa sueño a todos los combatientes, aliados y enemigos, lo aprende de Horribilis o Ninfa.
- Huracán: Inflige Aero a todos los enemigos, lo aprende de Abadon, Dragón rojo.
- Temblor: Causa daño con el elemento Tierra, lo aprende de Adamantaimai.
- Don Angelical: Da una Panacea a cada aliado (gasta los objetos), lo aprende de Drabolik,Begimo o Epitaf.
- ¡CROAC!: El daño depende del número de ranas atrapadas (número de ranas multiplicado por el nivel de Quina), lo aprende de Sapo Gigante.
- Viento Blanco: Restablece parte de VIT al grupo, lo aprende de Dodo y grifo.
- Invisible: Hace a un aliado inmune a los ataques físicos, desaparece si es atacado por magia, lo aprende de Wais.
- Glacial: Causa Gélido al enemigo, lo aprende de Caronte o Quimera.
- Bomba Mostaza: Causa Ardor, lo aprende de Bom y Caronte.
- Martillo Mágico: Le quita PM al enemigo, lo aprende del Wais Mágico.
- Autolazaro: El objetivo revive automáticamente después de morir (revive con 1 PV), lo aprende de Gato Gorron o Cerbero.

## Armas
En el cuadro que encontráis a continuación podéis leer el poder de ataque de cada arma, el estatus oculto con el que puede impregnar al enemigo y las habilidades que puede aprender Quina con el arma equipada.
| Arma            | Ataque | Estatus Oculto | Habilidades   |
| Tenedor         | 21     | ---            | Influjo lunar |
| Tenedor aguja   | 34     | Petrificar     | Influjo lunar |
| Tenedor mitrilo | 42     | ---            | Influjo lunar |
| Tenedor plata   | 53     | Lento          | Influjo lunar |
| Sibarita        | 68     | Sueño          | Influjo lunar |
| Gastrónomo      | 77     | Paro           | Influjo lunar |
| --------------- | ------ | -------------- | ------------- |

## Trance
Durante el trance de Quina, podrá Engullir de manera más fácil a los enemigos, pasando del 25% de la vida al 50% de la vida del objetivo.

## En la batalla
A través de su técnica «Engullir» podrá ir aprendiendo nuevas habilidades conforme se coma a enemigos diferentes. Posee hechizos muy poderosos como Muerte Nivel 5. Un personaje eficiente si le sabes utilizar.

## Otras apariciones
Es asimismo parte de un minijuego en el cual se dedica a comer ranas de los pantanos que se encuentran alrededor del mundo, y cada cierta cantidad de anfibios ingeridos su maestro/a le premia con algún arma o ítem, y por si fuera poco el comer muchas ranas incrementa el poder de una magia azul que tiene, la cual con la combinación de nivel del personaje y ranas devoradas puede llegar a causar el daño mayor en batalla que es 9999.
- Datos: Q3927856